# Cindy Crawford (actrice pornographique)
Pour les articles homonymes, voir Crawford.
Cet article concerne l'actrice pornographique. Pour le mannequin américain, voir Cindy Crawford.
Cindy Crawford est une actrice pornographique américaine née le 6 décembre 1980 à Las Vegas.

## Distinctions
Récompenses
- 2007 : Adultcon Award : Best Actress For An Oral Performance On A Man - Stormy Driven
- 2008 : AVN Award : Most Outrageous Sex Scene - Ass Blasting Felching Anal Whores avec Audrey Hollander et Rick Masters

Nominations
- 2004 : AVN Award : Best New Starlet
- 2005 : AVN Award : female Performer of the Year
- 2006 : AVN Award : Best Actress – Video - Sodom
- 2007 : FAME Award : Dirtiest Girl in Porn (finalist)
- 2008 : AVN Award : Best Group Sex Scene, Video - I Dream of Jenna 2 avec Jenna Jameson, Belladonna, Nikita Denise, Aurora Snow, Alaura Eden, Courtney et T.T.Boy
- 2008 : AVN Award : Best Oral Sex Scene, Video - Black Snake Boned

## Filmographie sélective
- 2002 : Barely 18: 1
- 2003 : Barely Legal 36
- 2004 : Cheerleaders Spanked
- 2005 : Crack Attack 2
- 2006 : Pussy Party 19 - Hot Summer Orgy
- 2006 : The Violation of Cindy Crawford
- 2006 : The Violation of Hillary Scott
- 2006 : The Violation of Chelsea Rae
- 2007 : Jenna Haze's Girl Diaries
- 2008 : Pussy on Pussy
- 2009 : Lesbian Bukkake 14
- 2010 : Purely Anal MILFs 5
- 2011 : Me, My Wife and Her Best Friend
- 2012 : Young Lesbians In Love
- 2013 : 2 Pies 1 Guy
- 2014 : I Fucked My Girlfriend and Her BFF 10
- 2015 : Big White Tits and Big Black Dicks 2
- 2016 : Balls Deep in That Ass